# Gavin Ware
Pour les articles homonymes, voir Gavin et Ware.
Gavin Ware, né le 19 octobre 1993 à Starkville au Mississippi, est un joueur américain de basket-ball. Il évolue au poste de pivot. Il joue actuellement au Limoges CSP en Betclic Élite.

## Biographie
Il s'engage avec le club de Dijon le 24 juillet 2018.
Au mois d'août 2020, il rejoint le S.Oliver Würzbourg en tant que pigiste médical pour pallier la rupture du  tendon d'Achille de Justin Sears.
En juillet 2021, il fait son retour pour une saison à la JDA Dijon Basket.
En août 2025 il signe au Limoges CSP

## Palmarès et distinctions

### Distinctions personnelles
- 2 fois joueur de la semaine en championnat de Belgique[4].